# Зигисмунд от Саксония
Зигисмунд от Саксония (на немски: Sigismund von Sachsen, Sigmund; * 3 март 1416, Майсен, † 24 декември 1471, Рохлиц) от род Ветини, е княжески епископ на Вюрцбург от 1440 до 1443 г.

## Живот
Той е вторият син на курфюрст Фридрих I от Саксония (1370 – 1428) и на Катарина от Брауншвайг-Люнебург (1395 – 1442) от род Велфи, дъщеря на Хайнрих I фон Брауншвайг († 1416).
През 1428 г. Зигисмунд последва баща си и управлява заедно с братята си Фридрих II, Вилхелм III Смели и Хайнрих. През 1436 г. получава териториите около Вайсенфелс, Фрайбург на Унщрут, Йена, Вайда, Орламюнде, Заалфелд, Кобург и други. Той се отказва през март 1437 г. от управлението и става духовник като си запазва Вайда.
Зигисмунд се съюзява с бургграфовете на Майсен и брат му Фридрих II против своята фамилия. Тогава братята му го нападат във Вайда и го затварят във Фрайбург на Унщрут.
На 10 януари 1440 г. той е избран за епископ на Вюрцбург. Зигисмунд се връща в Курфюрство Саксония, където организира заговор против управляващите му двама братя. Плановете са разкрити и братята му го залавят през 1444 г. и го закарват в дворец Рохлиц, където остава заточен до края на живота си.
Той умира след 27 години в заточение в дворец Рохлиц и е погребан в княжеската гробница в катедралата на Майсен.